# Galumna neonominata
Galumna neonominata är en kvalsterart som beskrevs av Subías 2004. Galumna neonominata ingår i släktet Galumna och familjen Galumnidae. Inga underarter finns listade i Catalogue of Life.